# 歌剧魅影 (1925年电影)
《歌剧魅影》（英語：The Phantom of the Opera）是一部1925年的美国无声恐怖電影，改编自加斯东·勒鲁1910年的同名小说。本片由鲁伯特·朱利安导演，朗·钱尼主演出没在巴黎歌劇院的魅影，为了使心爱的女子成为明星而造成谋杀和混乱。关于本片最著名的是钱尼自我设计的可怕妆容，在上映前作为秘密保守。因环球影业在1953年没有更新版权，该电影已在美国进入公有领域，可从互联网档案馆免费下载。

## 反响
《纽约时报》的莫当特·豪尔（Mordaunt Hall）给了《歌剧魅影》正面评价，认为它是一部场面壮观的影片，但故事和表演还有待提高。《时代》杂志赞扬了本片的布景，但总体上“只是还行”。本片在票房上取得了成功，超过200万美元。